# Grenade GLI-F4
La grenade lacrymogène instantanée GLI-F4 (ou SAE 810) est une grenade lacrymogène, assourdissante et à effet de souffle, contenant une charge explosive constituée de 26 grammes de TNT ainsi que de quatre grammes d’hexocire (mélange d'hexogène et de cire). Elle est fabriquée par la société Alsetex.
Produite jusqu'en 2014, elle est utilisée par les forces de l'ordre françaises de 2011 à 2020. La France est le seul pays européen à l'utiliser pour le rétablissement de l'ordre. Elle est à l'origine de plusieurs cas de blessures et mutilations, en manifestations notamment. Elle succède à la grenade OF F1 et est remplacée par la grenade GM2L.

## Historique
La grenade GLI-F4 a d'abord été autorisée dans le cadre des opérations de maintien de l'ordre, depuis le décret no 2011-795 du 30 juin 2011, en parallèle à la grenade OF F1. Elle a définitivement remplacé la grenade OF F1, depuis que cette dernière a été d'abord suspendue, après le décès du manifestant Rémi Fraisse, lors de son utilisation pendant la manifestation des 25 et 26 octobre 2014 contre le barrage de Sivens,, puis définitivement interdite par le décret no 2017-1029 du 10 mai 2017,. Bernard Cazeneuve, alors ministre de l'Intérieur, n'interdit cependant pas la GLI-F4 et préfère durcir le protocole de son utilisation.
Les grenades GLI-F4 sont classifiées en tant qu'armes de guerre dans le Code de la sécurité intérieure.
La production des grenades est arrêtée en 2014. Quatre ans plus tard, le ministère de l'Intérieur annonce un retrait progressif de leur utilisation, un retrait mis en exécution en 2020. Elles sont remplacées par des grenades GM2L, semblables mais sans éclat à l'explosion, et provenant du même fabricant.

## Composition
Le gaz lacrymogène de la grenade est composé de dix grammes de CS pulvérulent et la charge explosive est constituée entre 25 et 26 grammes de TNT ainsi que de 4 grammes d’hexocire.

## Utilisation
La France est « le seul pays européen à utiliser des munitions explosives en opérations de maintien de l’ordre ». Cette grenade est utilisée en France pour le maintien de l'ordre depuis 2011.
Trois mille grenades de ce type, dont certaines périmées, ont été lancées sur la Zone à défendre (ZAD) de Notre-Dame-des-Landes, en avril 2018. Lors de l'Acte III du mouvement des Gilets jaunes le 1er décembre 2018, la préfecture de police annonce avoir utilisé 339 grenades GLI-F4, dans la seule ville de Paris.
Depuis octobre 2021, les grenades GLI-F4 ne font plus partie de la liste des armes à feu susceptibles d'être utilisées par les représentants de la force publique pour le maintien de l'ordre public.

## Effets
La grenade est présentée comme une grenade lacrymogène instantanée, c’est-à-dire avec effet de souffle. D'après son fabricant, la Société d'armement et d'étude Alsetex (ou SAE Alsetex), filiale du groupe Étienne Lacroix, qui la produit à l'usine de Malpaire, à Précigné (Sarthe), elle provoque un effet psychologique avec un effet sonore de 165 dB mesuré à 5 m et 160 dB mesuré à 10 m, ainsi qu'une onde de choc.
L'Inspection générale de la Gendarmerie nationale (IGGN) et l'Inspection générale de la Police nationale (IGPN) décrivent ces grenades en ces termes : « les dispositifs à effet de souffle produit par une substance explosive ou déflagrante sont susceptibles de mutiler ou de blesser mortellement un individu ». Une circulaire de la gendarmerie reconnaît également des lésions possibles au tympan. Cette grenade peut causer de graves mutilations comme un pied fracturé ou une main arrachée.

## Controverse

### Demande d'interdiction par un collectif d'avocats
Dans une lettre du 30 novembre 2018, un collectif d'avocats demande au président Emmanuel Macron l'interdiction de ces armes, en raison des blessures occasionnées à plusieurs personnes pendant la manifestation des Gilets jaunes du 24 novembre. Les avocats saisis alertent, le 6 décembre, le premier ministre  Édouard Philippe et demandent l'abrogation immédiate du décret autorisant l’usage des GLI-F4. Ils rappellent également que la France est le seul pays d'Europe à utiliser ce type d'arme militaire dans le cadre du maintien de l'ordre, sans que cela se traduise par une efficacité supérieure à celle obtenue par les polices de pays voisins. L'Allemagne et l'Italie arrivent à des meilleurs résultats sans ce type d'armes.

### Manifestations des Gilets jaunes devant l'ancien site de production
Le 7 décembre 2018, une cinquantaine de porteurs de Gilets jaunes manifeste sans entraver la circulation devant l'usine d'Alsetex à Précigné. Cette manifestation a pour objectif de dénoncer les violences et soutenir les personnes blessées lors de précédentes manifestations du mouvement. Le lieu de cette manifestation est un site sensible, classé Seveso. Les manifestants affichent sur des grilles des photos de personnes blessées lors des manifestations et quelques dessins satiriques. Une marche est organisée le lendemain, sur un itinéraire allant de l’usine LDC de Sablé jusqu’en centre-ville, pour dire craindre que les grenades déjà produites ne fassent d'autres victimes lors des manifestations parisiennes.

## Chronologie des accidents
Le 29 janvier 2009, un homme qui manifeste pour le système de retraites dans les rues de Saint-Nazaire se retrouve amputé de deux orteils, et reste handicapé à 75 % après avoir été touché par un ancien modèle de grenade GLI,.
En 2013, lors d'une manifestation en Bretagne contre les portiques écotaxes à Pont-de-Buis, un homme a la main arrachée après l'avoir ramassée,.
Mardi 15 août 2017, lors d'une manifestation à Bure contre l'enfouissement de déchets nucléaires, plusieurs personnes sont grièvement blessées par cette grenade. Une victime risquait alors d'être amputée de plusieurs orteils malgré différentes opérations. Un trou de 3 cm de profondeur et de 15 cm de diamètre a été creusé dans son pied, tous les os sont brisés et certains ont disparu. Le plastique de la grenade a également fondu dans la plaie, risquant de déclencher une infection.
Le 24 mai 2018, lors de l'évacuation par la gendarmerie de la zone à défendre de Notre-Dame-des-Landes, un homme a la main arrachée par une GLI-F4. En avril déjà, 3 000 grenades assourdissantes sont lancées dont des grenades GLI-F4. Le 22 octobre 2018 cinq « requêtes en référés expertises » sont déposées au tribunal administratif de Nantes par cinq blessés — dont deux journalistes — par ce type de grenade. Cette procédure vise à en démontrer la dangerosité, par constatation de blessures ayant provoqué fractures, brûlures au 3e degré ayant nécessité une greffe de peau, et éclats de grenade logés définitivement sous la peau. Le lien de causalité ainsi prouvé permettrait ensuite de faire reconnaître la responsabilité de l'État, via le ministre de l'Intérieur et le préfet.
Le 24 novembre 2018, lors d'une manifestation du mouvement des Gilets jaunes, un jeune homme de 21 ans, Gabriel Pontonnier, a la main arrachée par l'explosion d'une grenade GLI-F4, lancée par des forces de l'ordre avenue Franklin-Roosevelt à Paris,. Un collectif d'avocats écrivent alors au président Emmanuel Macron pour interdire cette munition le 30 novembre. Le policier soupçonné d’avoir lancé la grenade « sans respecter les préconisations légales et réglementaires imposées lors de l’usage de cette arme » est mis en examen en février 2022,. Une autre personne a eu un important éclat de plastique de GLI-F4 incrusté dans le pied et différents éclats dans la jambe,,. Le 1er décembre, 10 000 grenades sont tirées à Paris, dont 339 GLI-F4,.
Le 1er décembre 2018 à Tours, lors de l'« Acte III » du mouvement des Gilets jaunes, un représentant syndical Ayan P. a la main arrachée après avoir ramassé une GLI-F4.
Le 8 décembre 2018 à Bordeaux, également lors du mouvement des Gilets jaunes, un homme perd sa main après avoir ramassé une grenade GLI-F4, la confondant avec une grenade lacrymogène.
Le 9 février 2019, à Paris, lors d'un épisode du mouvement des Gilets jaunes, un homme a la main sévèrement mutilée (quatre doigts arrachés) après avoir approché sa main pour la ramasser lors de heurts devant l'Assemblée Nationale, à la suite de l'explosion d'une grenade supposée GLI-F4 lancée par les forces de l'ordre.

### Vidéographie
- Description technique de la grenade GLI F4 et de ses effets. (par le collectif « Désarmons-les ! » ; durée 6:04 min. ; sur YouTube ; février 2019)